# Tomasz Malasiński
Tomasz Malasiński (* 23. August 1986 in Nowy Targ) ist ein polnischer Eishockeyspieler, der seit 2017 beim GKS Katowice in der Ekstraliga unter Vertrag steht.

## Karriere

### Club
Tomasz Malasiński begann seine Karriere in der Nachwuchsakademie des polnischen Eishockeyverbandes Szkoła Mistrzostwa Sportowego in der zweitklassigen I liga, für die er bis 2005 spielte. Nach einem Jahr beim oberschlesischen JKH GKS Jastrzębie, der damals ebenfalls in der I liga spielte, wechselte er 2006 zum polnischen Rekordmeister Podhale Nowy Targ in seine kleinpolnische Geburtsstadt. Mit Podhale wurde er 2007 und 2010 Polnischer Meister. Kurz nach Beginn der Saison 2010/11 verließ er Nowy Targ und heuerte beim Ligakonkurrenten KH Sanok an. Der Wechsel zahlte sich für das Team aus dem Karpatenvorland umgehend aus: Bereits 2011 wurde erstmals der polnische Pokalwettbewerb gewonnen. Ein Jahr später konnte Sanok mit Malasiński nicht nur diesen Titel verteidigen, sondern erstmals in seiner Klubgeschichte auch den polnischen Meistertitel erringen. Im Sommer 2013 wechselte er zum Ekstraliga-Aufsteiger KTH Krynica, den er aber bereits im Dezember desselben Jahres wieder verließ, um beim GKS Tychy anzuheuern. Mit den Schlesiern wurde er 2014 polnischer Vizemeister und wechselte anschließend zu den Swindon Wildcats in die English Premier Ice Hockey League, die zweithöchste britische Spielklasse. Nach drei Jahren auf der britischen Insel kehrte er nach Polen zurück und schloss sich dem Ekstraligisten GKS Katowice an.

### International
Für Polen nahm Malasiński im Juniorenbereich jeweils an der Division I der U18-Junioren-Weltmeisterschaft 2004 sowie der U20-Junioren-Weltmeisterschaft 2005 teil.
Sein Debüt in der Herren-Nationalmannschaft gab er bei den Spielen der Division I der Weltmeisterschaft 2009. In den Folgejahren vertrat Malasiński seine Farben bei den Division-I-Turnieren der Weltmeisterschaften 2010, 2012, 2013, 2014, 2015, 2016, als er die beste Plus/Minus-Bilanz des Turniers aufwies und gemeinsam mit dem Südkoreaner Michael Swift auch Torschützenkönig des Turniers war, 2017 und 2018. Zudem spielte er für Polen bei den Qualifikationsturnieren für die Olympischen Winterspiele in Sotschi 2014 und in Pyeongchang 2018.

## Erfolge
- 2007 Polnischer Meister mit Podhale Nowy Targ
- 2010 Polnischer Meister mit Podhale Nowy Targ
- 2011 Polnischer Pokalsieger mit dem KH Sanok
- 2012 Polnischer Meister mit dem KH Sanok
- 2012 Polnischer Pokalsieger mit dem KH Sanok
- 2014 Aufstieg in die Division I, Gruppe A, bei der Weltmeisterschaft der Division I, Gruppe B
- 2016 Torschützenkönig und beste Plus/Minus-Bilanz bei der Weltmeisterschaft der Division I, Gruppe A

## Ekstraliga-Statistik
(Stand: Ende der Spielzeit 2017/18)